# Stade Palaran
Le stade Palaran (en indonésien: Stadion Palaran ou Stadion Utama Kaltim) est un stade omnisports situé à Samarinda, la capitale de la province indonésienne de Kalimantan oriental dans l'île de Bornéo. Il peut accueillir 60 000 personnes.

## Événements
- XVII Pekan Olahraga Nasional, 5 au 17 juillet 2008